# Linha de Aveiro
A Linha de Aveiro é uma linha da CP Urbanos do Porto que liga a estação de São Bento, no centro da cidade do Porto, com a estação em Aveiro, ligando assim o litoral sul da Área Metropolitana do Porto com a Região de Aveiro, passando pelos municípios do Porto, Vila Nova de Gaia, Espinho, Ovar, Estarreja e Aveiro, aproximando assim as grandes áreas urbanas e industriais no sul do Porto.
Com uma extensão total de 65,9 km e 25 paragens em estações e apeadeiros ao longo do seu percurso, a linha tem um tempo de percurso entre 1h19min e 1h35min , dependendo se o serviço parar em todos os apeadeiros ou só nas principais estações, tendo uma frequência de 30 em 30 minutos.
A linha urbana passa pela Linha do Norte, a linha ferroviária mais movimentada do país, partilhando assim a linha com outros serviços, com o Alfa Pendular, Intercidades, Interregional e com os comboios de mercadorias.

## Paragens
A linha tem a cor amarela na CP Urbanos do Porto, com 25 paragens em estações e apeadeiros ao longo do seu percurso e uma extensão total de 65,9 km, percorrendo 6 municípios (Porto, Vila Nova de Gaia, Espinho, Ovar, Estarreja e Aveiro) e servindo assim perto de 730 mil habitantes.

## Trajeto
Saíndo da estação de São Bento, aonde existe um transbordo com as restantes linhas urbanas dos Urbanos do Porto e com a Linha D do Metro do Porto, a linha segue em direção à estação de Campanhã, a maior e a principal estação da cidade do Porto, aonde se cruza com vários serviços ferroviários, como os comboios Alfa Pendular, Intercidades, Interregional, Regional e Urbanos, com o Terminal Intermodal de Campanhã e com as linhas A, B, C, E e F do Metro do Porto.
Atravessando a Ponte de São João e deixando, assim, o Porto para trás, a linha entra no município de Vila Nova de Gaia, e assim, numa grande área urbana, com várias estações e apeadeiros. Na estação de General Torres, a linha cruza-se com a Linha D do Metro do Porto. Antes de chegar ao apeadeiro de Aguda, a linha anda a paralelo com o Oceano Atlântico e segue até Espinho, aonde entra num túnel que entrou em serviço em 2008, para chegar à estação da mesma cidade.
Deixando Espinho para trás, a linha segue em direção a sul, passando pelas cidades de Ovar e Estarreja e por grandes zonas industriais em ambas as cidades. Antes de chegar a Aveiro, a linha passa ao lado da Ria de Aveiro e atravessa o Rio Vouga, até chegar à estação de Aveiro, que recebeu um edifício novo em 2010.